# Lélia Gousseau
Lélia Gousseau   (París, 11 de febrer de 1909 - Neuilly-sur-Seine, 14 de febrer de 1997) fou una pianista, concertista i professora francesa.

## Biografia
Filla de la pianista Fanny d'Almeida (deixeble d'Elie Delaborde) i de l'organista William Gousseau (1870-1939), mestre de cor de l'església de Saint-Nicolas-du-Chardonnet (1893-1938), va ingressar jove, a París, a al Conservatori Nacional Superior de Música i Declamació on va guanyar un primer premi de piano a la classe de Lazare Lévy (1925) -que la considerava una de les seves millors deixebles de la mateixa manera que la seva contemporània Monique Haas-, així com un primer premi. en Història de la Música en la de Maurice Emmanuel (1926).
Guardonada amb el Premi Claire Pagès (1928), guardonada amb el Concurs Chopin de Varsòvia (1937), Lélia Gousseau també va rebre el Premi Albert-Roussel (1939), compositora de la qual va ser intèrpret privilegiada (encara avui, els seus enregistraments del Concert), la Suite op. 14, les tres peces op. 49, etc.).
Solista amb els principals grups nacionals i internacionals (debut amb les orquestres de Boston, Nova York i Filadèlfia el 1952), Lélia Gousseau es va distingir especialment en la música francesa del seu temps: Ernest Chausson, Pauk Dukas, Maurice Ohana, Florent Schmitt, creant sobretot la Passacaille de Marcel Mihalovici (op. 105) i l'estudi Per les sonoritats de la mà esquerra d'Henri Martelli, dues peces a les quals ella és la dedicada -tot i que ha tocat i gravat Brahms, Chopin, Schumann i Falla.
Lélia Gousseau va ensenyar al Conservatori de París (1961-1978) així com a l'Escola Normal de Música de París, on la seva docència es va distingir sobretot per una atenció extrema a la digitació, el pedaleig, el joc profund i legato. Anne Queffélec, Émile Naoumoff, Jean-Pierre Ferey, Maria Tortelier-de la Pau, Alain Raës, Pascal Devoyon, Kaoki Kimura, etc. es troben entre els seus nombrosos alumnes.
Va fer una gira a Sud-àfrica entre 1954 i 1957.

## Discografia
- Camille Saint-Saëns, Concerto pour piano n°4, Lélia Gousseau, piano, Orchestre National de la RTF, dir. André Cluytens (Live 11/12/1956). CD INA 2014.